# Радько Юрій Григорович
Ю́рій Григо́рович Радько́ — сержант Збройних сил України, учасник російсько-української війни.

## З життєпису
Проживає в місті Сарни. Призваний в третій хвилі мобілізації. Протягом 2014—2015 років служив у секторі А.

## Нагороди
За особисту мужність і героїзм, виявлені у захисті державного суверенітету та територіальної цілісності України, вірність військовій присязі, відзначений — нагороджений
- 27 червня 2015 року — орденом «За мужність» III ступеня,